# Mangut (Kraj Zabajkalski)
Mangut (ros. Мангут) – wieś w Rosji, w Kraju Zabajkalskim, w rejonie kyrińskim. W 2010 liczyła 2169 mieszkańców.